# St. Bonifatius (Friedeburg)

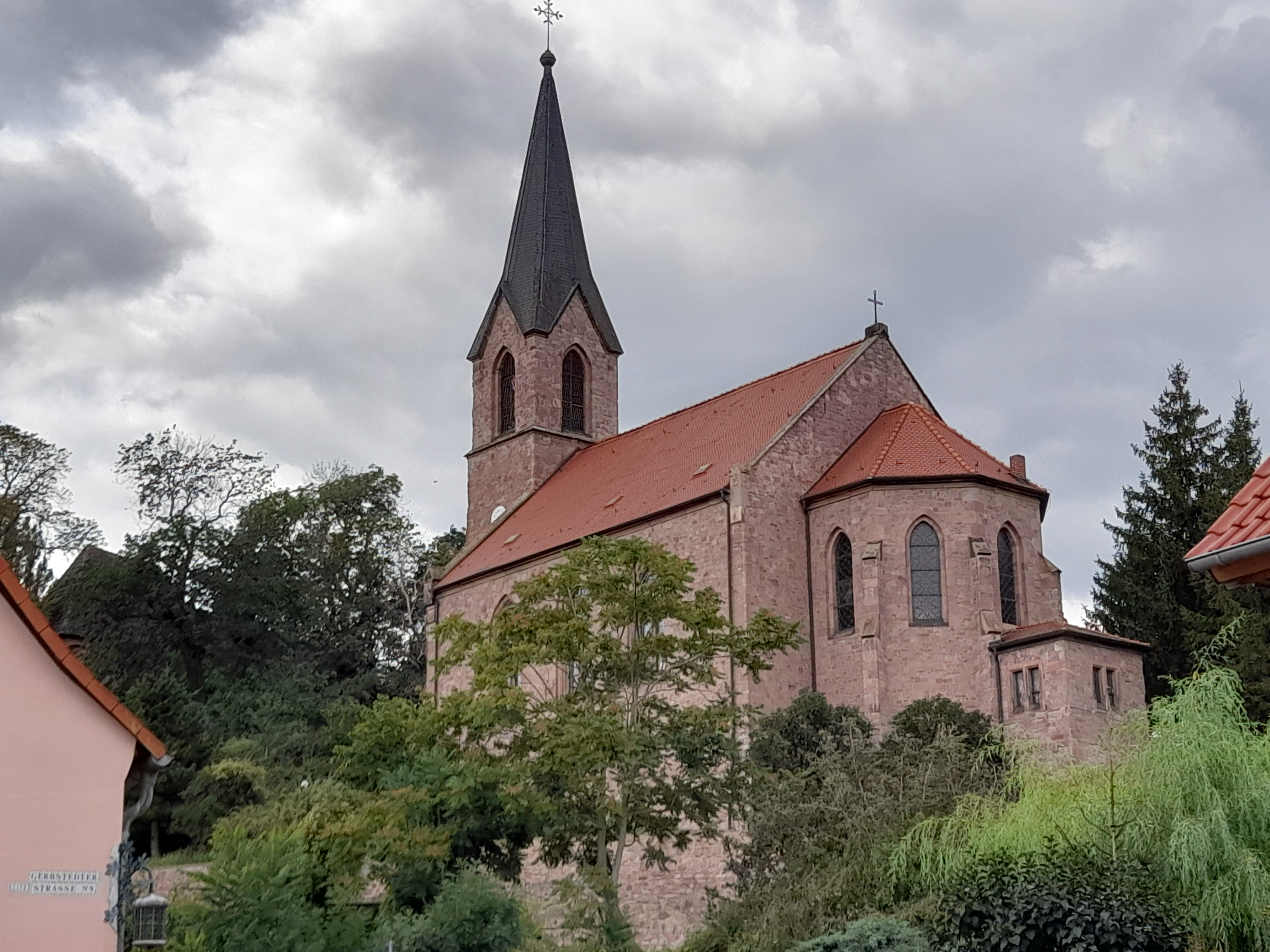
St. Bonifatius von Südosten

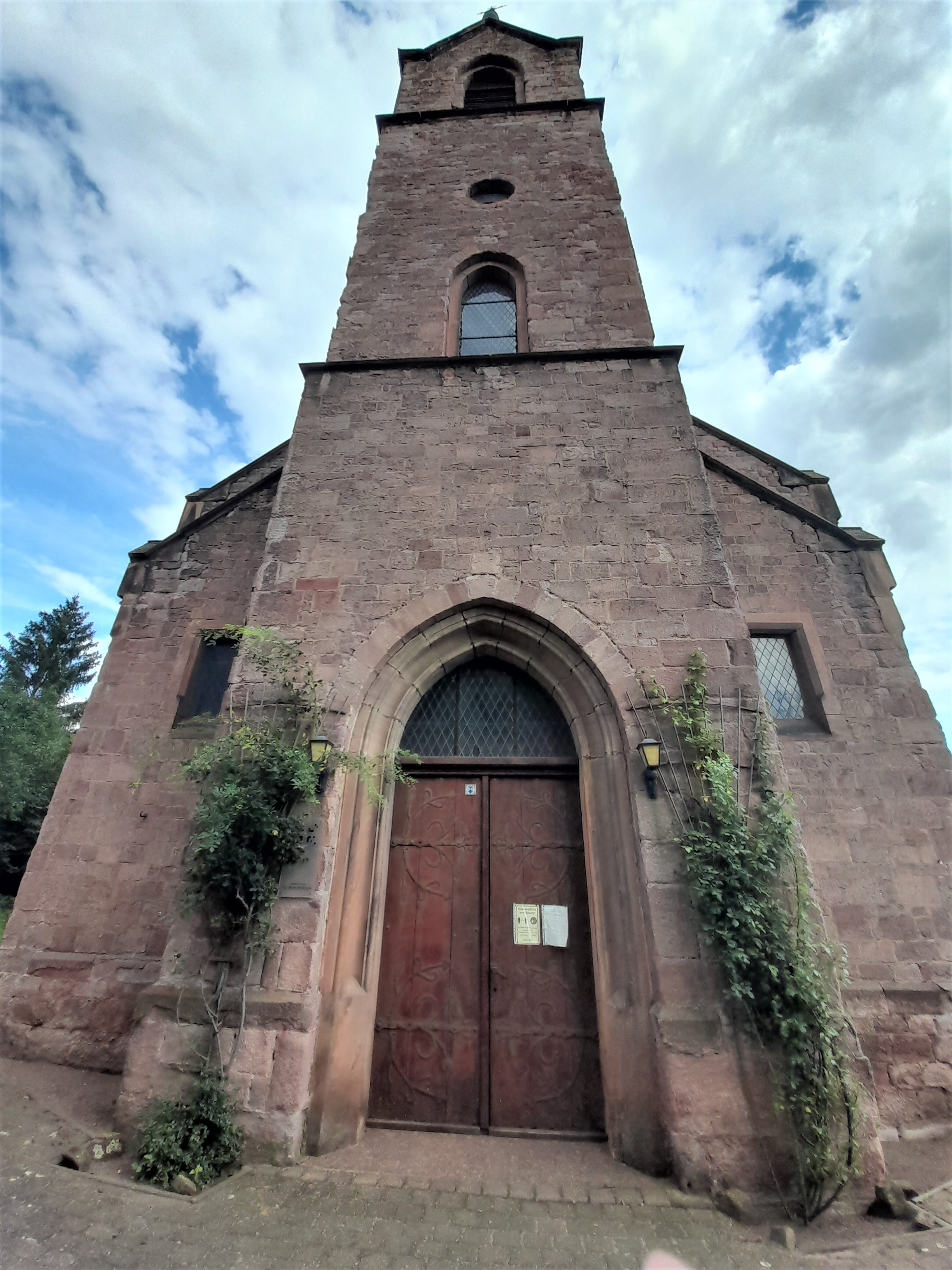
Portal am Westturm

St. Bonifatius ist die evangelische Kirche der zur Stadt Gerbstedt gehörenden Ortschaft Friedeburg (Saale) im Landkreis Mansfeld-Südharz in Sachsen-Anhalt. Die Kirche gehört zum Pfarrbereich Gerbstedt im Kirchenkreis Eisleben-Sömmerda der Evangelischen Kirche in Mitteldeutschland. Im örtlichen Denkmalverzeichnis ist die Kirche unter der Erfassungsnummer 094 65752  als Baudenkmal eingetragen.

## Geschichte und Architektur
Die dem Hl. Bonifatius geweihte Kirche wurde in den Jahren 1882 bis 1886 anstelle eines in den 1870er Jahren abgetragenen Vorgängerbaus in neogotischen Formen neu errichtet. Es ist eine aus rotem Sandstein erbaute Saalkirche mit einem eingezogenen fünfseitigen Chor, an den sich östlich ein kleiner Sakristeianbau anschließt. Der mit einem Spitzhelm bekrönte Westturm ist ebenfalls von Anbauten flankiert. Das Hauptportal befindet sich an der Westseite des Turms.
Restaurierungen bzw. Instandsetzungen erfolgten in den Jahren 1970 und 1991 bis 1996. 2015 wurde die Kirchenturmuhr aus dem Jahre 1885 saniert und vom Handaufzug auf elektrische Steuerung umgestellt.
Am Sakristeianbau im Osten ist eine steinerne Gedenktafel für die im Zweiten Weltkrieg gefallenen Friedeburger angebracht.

## Ausstattung
Das Kirchenschiff ist mit einer Hufeisenempore ausgestattet. Die geschnitzte Kanzel an der Nordseite des Chores und die steinerne Taufe stammen aus der Bauzeit. An zentraler Stelle im Chor befindet sich der Altartisch mit Kruzifix.
Bemerkenswert ist das aus dem Vorgängerbau stammende großdimensionierte Grabdenkmal von 1579 für Joachim von Pentz (1514–1579), ab 1561 Pachtinhaber des Amtes Friedeburg,  an der Südseite des Chores. Es handelt sich dabei um einen dreiteiligen, zweigeschossigen steinernen Wandaufbau mit Karyatiden. Auf dem zentralen Relief ist die Auferstehung Jesu Christi dargestellt und darüber ein Relief des Weltgerichts. Die rechts vor dem Epitaph kniende, nahezu lebensgroße und vollplastisch ausgeführte Figur des betenden Verstorbenen ist Teil des Ensembles.
An der nördlichen Ostwand des Kirchenschiffs befindet sich ein qualitätvolles, wohl Ende des 16. Jahrhunderts gefertigtes Gemälde, das in einer manieristischen Landschaft den Sündenfall, Moses und Golgota zum Thema hat.
Eine hölzerne Gedenktafel für die Gefallenen des Ersten Weltkriegs ist an der Südseite des Schiffs angebracht.
Im Garten des Pfarramtes sind fünf Grabsteine aus Sandstein aus der zweiten Hälfte des 16. Jahrhunderts aufgestellt; einer mit der Relieffigur einer Edelfrau mit Zeittracht, ein anderer mit zwei Kindergestalten.